# Yuanzhou (Yichun)

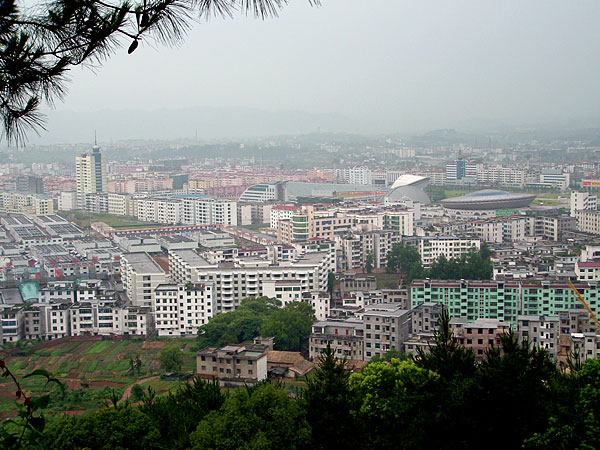
Das Sportzentrum im Yuen Shan Park

Der Stadtbezirk Yuanzhou (袁州区,  Yuánzhōu Qū) ist ein Stadtbezirk, der zum Verwaltungsgebiet der bezirksfreien Stadt Yichun im Westen der chinesischen Provinz Jiangxi gehört. Er hat eine Fläche von 2.537 Quadratkilometern und zählt 1.045.952 Einwohner (Stand: Zensus 2010). Er ist Zentrum und Regierungssitz von Yichun.

## Administrative Gliederung
Auf Gemeindeebene setzt sich der Stadtbezirk aus neun Straßenvierteln, acht Großgemeinden und vierzehn Gemeinden zusammen. 